# Al-Salamuni
Al-Salamuni és un llogaret d'Egipte al nord-est d'Akhmim, a la rodalia del qual hi ha un monestir copte i n'hi van haver uns quants més, avui desapareguts. No gaire lluny, a l'altre costat del Nil, a uns 12 km a l'oest de la ciutat de Sohag (que és a la riba del riu) hi havia el monestir blanc; a més del monestir per monjos hi havia també pròxim un convent de monges el lloc del qual no s'ha localitzat. A 5 km al nord de l'anterior hi havia el monestir roig, que ha esdevingut un petit llogaret.
Quan es van fundar els dos monestirs ja hi havia altres monestirs alguns d'ells fundats per Sant Pacomi al segle iv, que se situaven al costat oposat, al nord-est de la moderna Akhmim. Més tard se'n van fundar de nous. Actualment només un segueix funcionant: el monestir de Dair al Shohada o Dair al-Wustani, entre Al-Hawawish i Al-Salamuni. Els monestir principals desapareguts foren el blanc, el roig i els dos del Wadi Bir al-Ain.